# ...Happy Record Store Day!
Raditude… Happy Record Store Day! (em português: Raditude… Feliz Dia das Lojas de Discos!) é um EP lançado pela banda americana de rock alternativo Weezer a 17 de Abril de 2010, pela editora DGC, como parte das comemorações do Dia das Lojas de Discos, celebrado no terceiro Sábado do mês de Abril de cada ano. O EP apresenta uma compilação de várias faixas ao vivo, colaborações e um cover.

## Visão Global
Depois de Rivers Cuomo ter testado a situação discográfica pelo lançamento do EP e DVD Not Alone no ano anterior, os Weezer decidiram lançar este EP de cinco músicas para o Dia das Lojas de Discos, um evento anual que promove a sensibilização e patrocínio das lojas locais de música independente. O EP contém cinco versões ao vivo e em sessões nunca lançadas anteriormente, supostamente escolhidas especialmente pela banda.
Duas das faixas, "I'm Your Daddy" e "Brain Stew", são versões da Sessions@AOL de 2009. "(If You're Wondering If I Want You To) I Want You To" é uma versão acústica que apresenta Sara Bareilles num dueto com Rivers, tal como tinha acontecido na Sessions@AOL e em algumas versões ao vivo. "Why Bother?" e "Buddy Holly" são versões ao vivo.

## Lista de Faixas
| N.º            | Título                                                                      | Compositor(es)                  | Duração |  |
| 1.             | "I'm Your Daddy" (com Kenny G)                                              | Rivers Cuomo, Dr. Luke          | 3:22    |  |
| 2.             | "(If You're Wondering If I Want You To) I Want You To" (com Sara Bareilles) | Rivers Cuomo, Butch Walker      | 3:24    |  |
| 3.             | "Why Bother?" (Ao vivo em Tribeca no PC Richard and Son Theater)            | Rivers Cuomo                    | 2:19    |  |
| 4.             | "Brain Stew" (cover Green Day)                                              | Billie Joe Armstrong, Green Day | 3:19    |  |
| 5.             | "Buddy Holly" (Ao vivo acústico no Hard Rock Cafe, Nova Iorque)             | Rivers Cuomo                    | 2:56    |  |
| Duração total: | Duração total:                                                              | Duração total:                  | 15:20   |  |

## Pessoal
- Brian Bell — guitarra, vocalista de apoio, teclado
- Rivers Cuomo — vocalista, guitarra, teclado
- Scott Shriner — baixo, vocalista de apoio, teclado
- Patrick Wilson — bateria, guitarra, vocalista de apoio